# Білий (потік)
Білий (пол. Biały) — потік в Україні у Львівському районі Львівської області. Правий доплив річки Гнилої Липи (басейн Дністра).

## Опис
Довжина потоку приблизно 6,16 км, найкоротша відстань між витоком і гирлом — 5,57 км, коефіцієнт звивистості річки — 1,11. Формується багатьма струмками та загатами.

## Розташування
Бере початок у селі Затемне на південно-східних схилах гори Нахорди (401,4 м). Тече переважно на південний схід через село Коросно і впадає у річку Гнилу Липу, ліву притоку річки Дністра.

## Цікаві факти
- У селі Коросно потік перетинає автошлях Т 1417[2] (автомобільний шлях територіального значення у Львівській та Івано-Франківській областях. Проходить територією Львівського р-ну Львівської обл. та Івано-Франківського району Івано-Франківської області через Куровичі — Перемишляни — Рогатин. Загальна довжина — 42,8 км).
- Біля гирла потоку на східній стороні на відстані приблизно 60 м розташоване озеро Молодіжне[4].